# Гран-Комбен
Гран-Комбен, Гранд-Комбін (фр. Grand Combin, нім. Grand Combin, італ. Grand Combin) — гірський масив у Європі, висотою — 4 314 метри, в Пеннінських Альпах на території кантону Вале у Швейцарії на кордоні з Італією.

## Географія

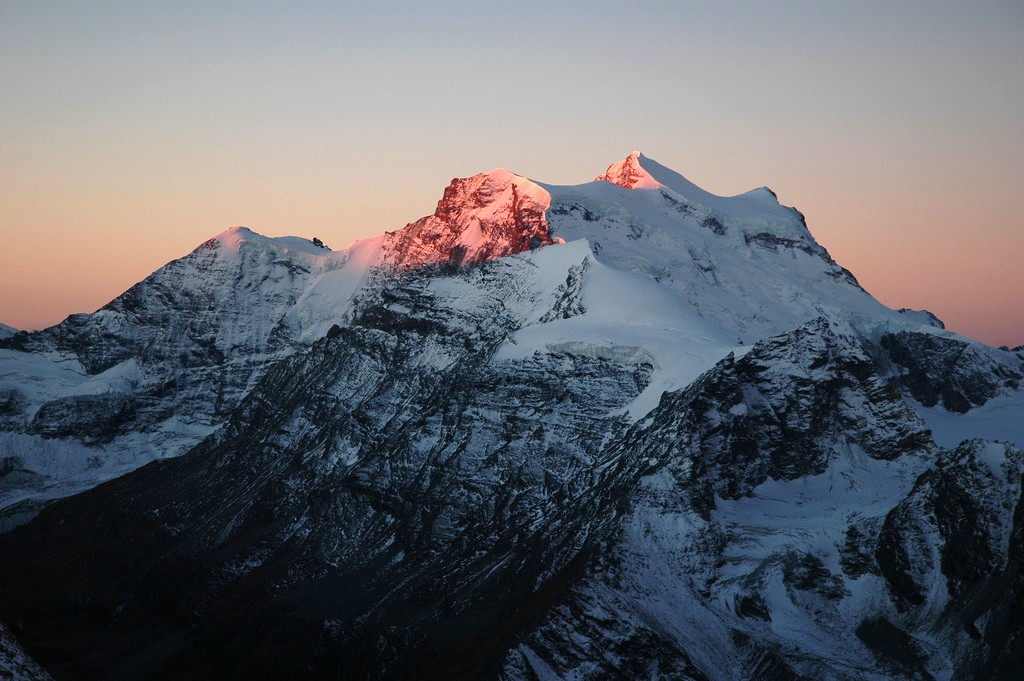
Гранд-Комбін зі сторони Варб'є

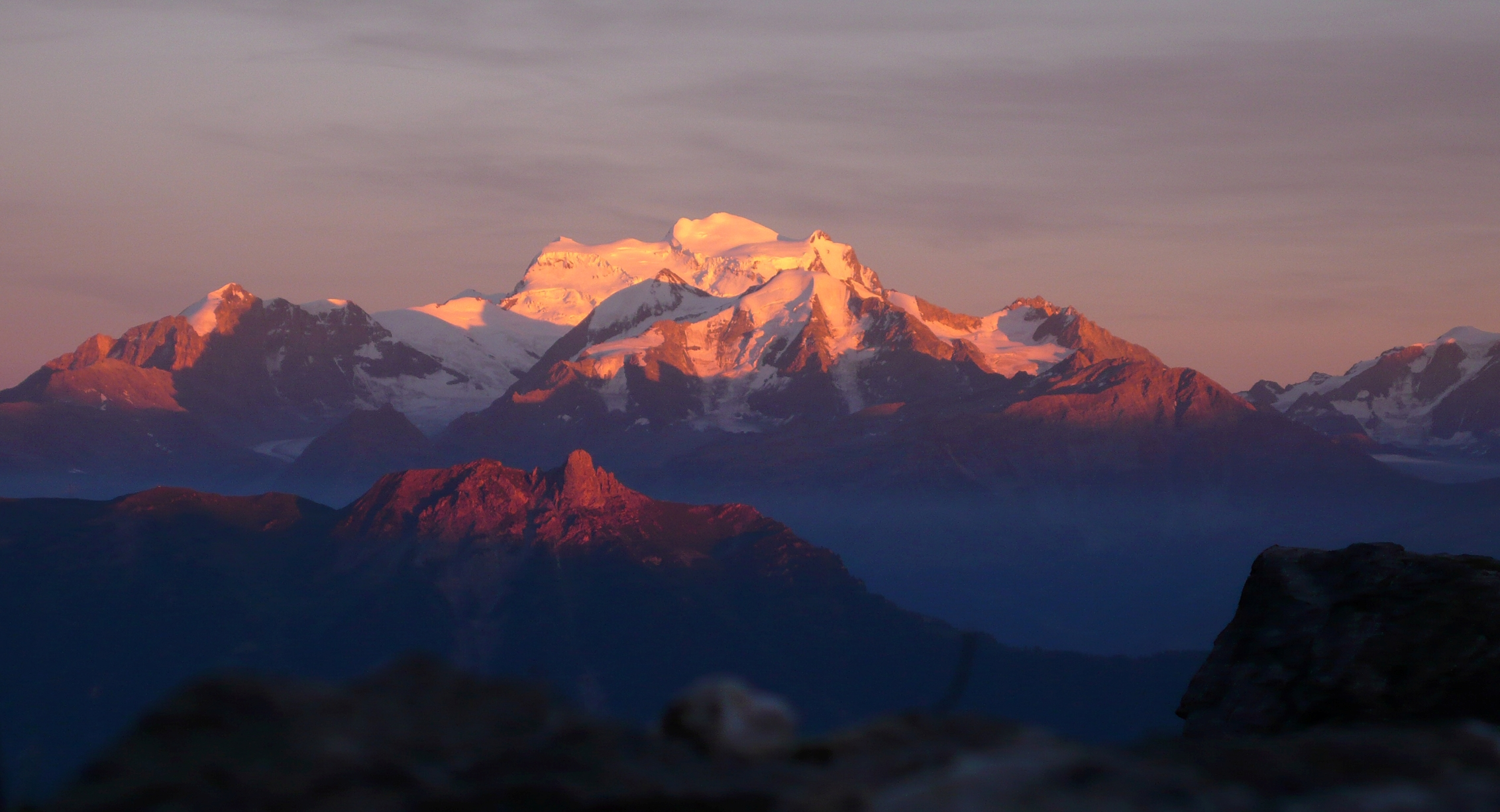
Гранд-Комбін при заході сонця

Сьома за висотою самостійна гора у Швейцарських Альпах та 20-та в усіх Альпах. Являє собою гірський масив з трьома основними вершинами і одною допоміжною передвершиною, всі висотою понад 4000 м. Масив розташований на південь від гірськолижного курорту Варб'є, в окрузі Ентремон, що на південному заході кантону Вале, у Швейцарії, на північ від кордону з Італією. Більш полога північно-західна сторона Гран-Комбін повністю покрита вічними снігами та льодовиками, що є причиною частих лавин. Південна та східна стіни крутіші і майже вільні від снігу.
У північній частині масиву розташовані два хребти, що йдуть практично паралельно один одному і двом долинам, які виходять з короткого поперечного хребта з основною вершиною посередині. Південна частина поверхні, обмеженої цими трьома хребтами — це високогірне плато великої протяжності, на якому починається льодовик Корбасьєр довжиною близько 10 кілометрів, що сповзає на північ. Льодовик оточений вершинами Петіт-Комбін, Комбін-де-Корбасьєр і Комбін-де-Бувері з заходу, Гран-Таве та Турнелон-Блан зі сходу. На зовнішній стороні масиву розташовані невеликі льодовики Бувері та Мон-Дюрант.
На південному сході краю плато, в найвищій ділянці поперечного хребта, розташовані дві вершини, головна — Гран-Комбін (або Гран-Комбін-де-Ґрафеньєре), найвища точка масиву (4314 метрів над рівнем моря), та передвершина Егул-Ду-Круассан на північний схід від Гран-Комбін, нижча від головної на 54 м, має висоту 4260 м. Дві інші вершини з висотою більше 4000 метрів над рівнем моря також розташовані на хребті: вершина Гранд-Комбін-де-Вальсоре (4184 м) на заході і Гранд-Комбін-де-Тсесетт (4135 м) на сході.
На південь від вершини Гран-Комбо йде хребет, що розділяє два льодовика, Сонадон та Мон-Дюран. Через кілька кілометрів хребет приходить до вершини Гран-Тете (3587 м), яка розташована на кордоні Італії та Швейцарії. Далі хребет розгалужується на два. Південно-західний його частина йде уздовж кордону Італії та Швейцарії до вершини Мон-Велан (3727 м), східна — до вершини Мон-Авриль (3347 м).
Абсолютна висота головної вершини 4314 метри над рівнем моря. Відносна висота — 1517 м з найвищим сідлом Фенетр-де-Дюранд (2797 м), між нею та батьківською вершиною. Топографічна ізоляція вершини відносно найближчої вищої (батьківської) вершини Дант-Бланш (4357 м) — становить 26,49 км.

## Список основних вершин
У таблиці наведені основні (висотою понад 3000 метрів над рівнем моря) вершини масиву Гран-Комбін. Всього в масиві нараховується 4 вершини висотою понад 4000 метри та 14 вершин з висотою від 3000 до 4000 метрів.
| №  | Вершина                  | Висота (м) | Відносна висота (м) | Сідло (м) | Координати                                                          |
| -- | ------------------------ | ---------- | ------------------- | --------- | ------------------------------------------------------------------- |
| 1  | Гранд-Комбін             | 4314       | 1517                | 2797      | 45°56′15″ пн. ш. 7°17′57″ сх. д. / 45.93750° пн. ш. 7.29917° сх. д. |
| 2  | Егул-Ду-Круассан         | 4260       |                     |           | 45°56′27″ пн. ш. 7°18′05″ сх. д. / 45.94083° пн. ш. 7.30139° сх. д. |
| 3  | Гранд-Комбін-де-Вальсоре | 4184       | 57                  | 4127      | 45°56′17″ пн. ш. 7°17′26″ сх. д. / 45.93806° пн. ш. 7.29056° сх. д. |
| 4  | Гранд-Комбін-де-Тсесетт  | 4135       | 52                  | 4083      | 45°56′34″ пн. ш. 7°18′39″ сх. д. / 45.94278° пн. ш. 7.31083° сх. д. |
| 5  | Мон-Велан                | 3727       | 621                 | 3106      | 45°53′30″ пн. ш. 7°15′06″ сх. д. / 45.89167° пн. ш. 7.25167° сх. д. |
| 6  | Комбін-де-Корбасьєр      | 3716       | 312                 | 3404      | 45°58′41″ пн. ш. 7°16′50″ сх. д. / 45.97806° пн. ш. 7.28056° сх. д. |
| 7  | Турнелон-Блан            | 3700       | 159                 | 3541      | 45°58′11″ пн. ш. 7°19′20″ сх. д. / 45.96972° пн. ш. 7.32222° сх. д. |
| 8  | Гран-Егій                | 3682       | 223                 | 3459      | 45°57′01″ пн. ш. 7°15′53″ сх. д. / 45.95028° пн. ш. 7.26472° сх. д. |
| 9  | Комбін-де-Бувері         | 3663       | 173                 | 3490      | 45°57′53″ пн. ш. 7°16′15″ сх. д. / 45.96472° пн. ш. 7.27083° сх. д. |
| 10 | Петіт-Комбін             | 3663       | 113                 | 3550      | 45°59′03″ пн. ш. 7°16′04″ сх. д. / 45.98417° пн. ш. 7.26778° сх. д. |
| 11 | Л'Епе                    | 3605       |                     |           | 45°57′15″ пн. ш. 7°15′55″ сх. д. / 45.95417° пн. ш. 7.26528° сх. д. |
| 12 | Гран-Тете-де-Бай         | 3587       | 67                  | 3520      | 45°55′11″ пн. ш. 7°17′53″ сх. д. / 45.91972° пн. ш. 7.29806° сх. д. |
| 13 | Ле-Муан                  | 3566       | 148                 | 3418      | 45°56′44″ пн. ш. 7°16′16″ сх. д. / 45.94556° пн. ш. 7.27111° сх. д. |
| 14 | Ле-Ритор                 | 3556       | 61                  | 3495      | 45°57′47″ пн. ш. 7°15′23″ сх. д. / 45.96306° пн. ш. 7.25639° сх. д. |
| 15 | Мон-Желе                 | 3518       | 619                 | 2899      | 45°54′15″ пн. ш. 7°21′58″ сх. д. / 45.90417° пн. ш. 7.36611° сх. д. |
| 16 | Мон-Авриль               | 3347       | 145                 | 3202      | 45°54′55″ пн. ш. 7°20′40″ сх. д. / 45.91528° пн. ш. 7.34444° сх. д. |
| 17 | Гран-Таве                | 3158       | 40                  | 3118      | 45°59′36″ пн. ш. 7°18′52″ сх. д. / 45.99333° пн. ш. 7.31444° сх. д. |
| 18 | Мон-Рунью                | 3084       | 62                  | 3022      | 46°0′34″ пн. ш. 7°13′51″ сх. д. / 46.00944° пн. ш. 7.23083° сх. д.  |

## Історія сходжень
Першим офіційно підкорення масиву розпочав швейцарський альпініст з Берна Готліб Самюель Студер з провідником Йозефом-Бенджаміном Феллаєм. 14 серпня 1851 року вони зійшли на вершину Комбін-де-Корбасьєр (3716 м). Звіт про це та наступні сходження він опублікував у журналі Bergund Gletscher-Fahrten.
Перші чотири експедиції на вершину Гранд-Комбін, завершилися невдачою, і обмежилися тільки підкоренням вершини Егул-Ду-Круассан на північний схід від Гранд-Комбін, яка трохи нижче основної вершини. Перша з цих експедицій була здійснена 20 липня 1857 року місцевими провідниками Морісом Феллаєм та Жувонсом Брючезом. Перше вдале сходження на головну вершину масиву було здійснено 30 липня 1859 року Чарльзом Сент-Клером де Вілем, Даніелем, Еммануелем та Гаспаром Байлісами і Базилем Дорсазом.
Західна вершина Гранд-Комбін-де-Вальсоре була вперше підкорена 16 вересня 1872 року Дж. Г. Іслером та Дж. Джілліозом. Вони пройшли по південній стіні вище плато де-Кюлур. Маршрут по південно-східному хребту був вперше прокладено 10 вересня 1891 року О. Гленном Джоунсом, А. Бовіером та П. Гаспоцем.

## Галерея

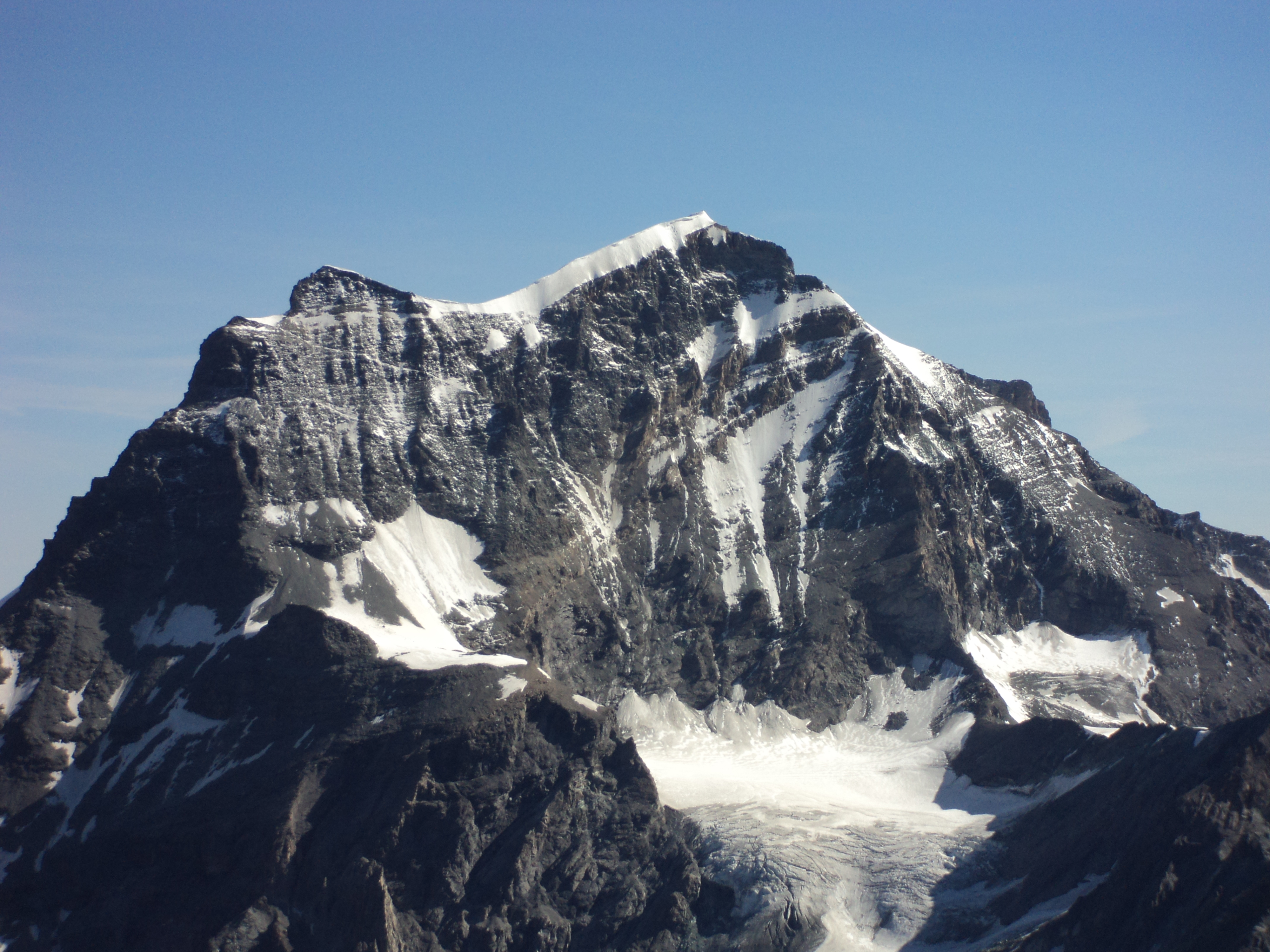
Гранд-Комбін (в центрі)
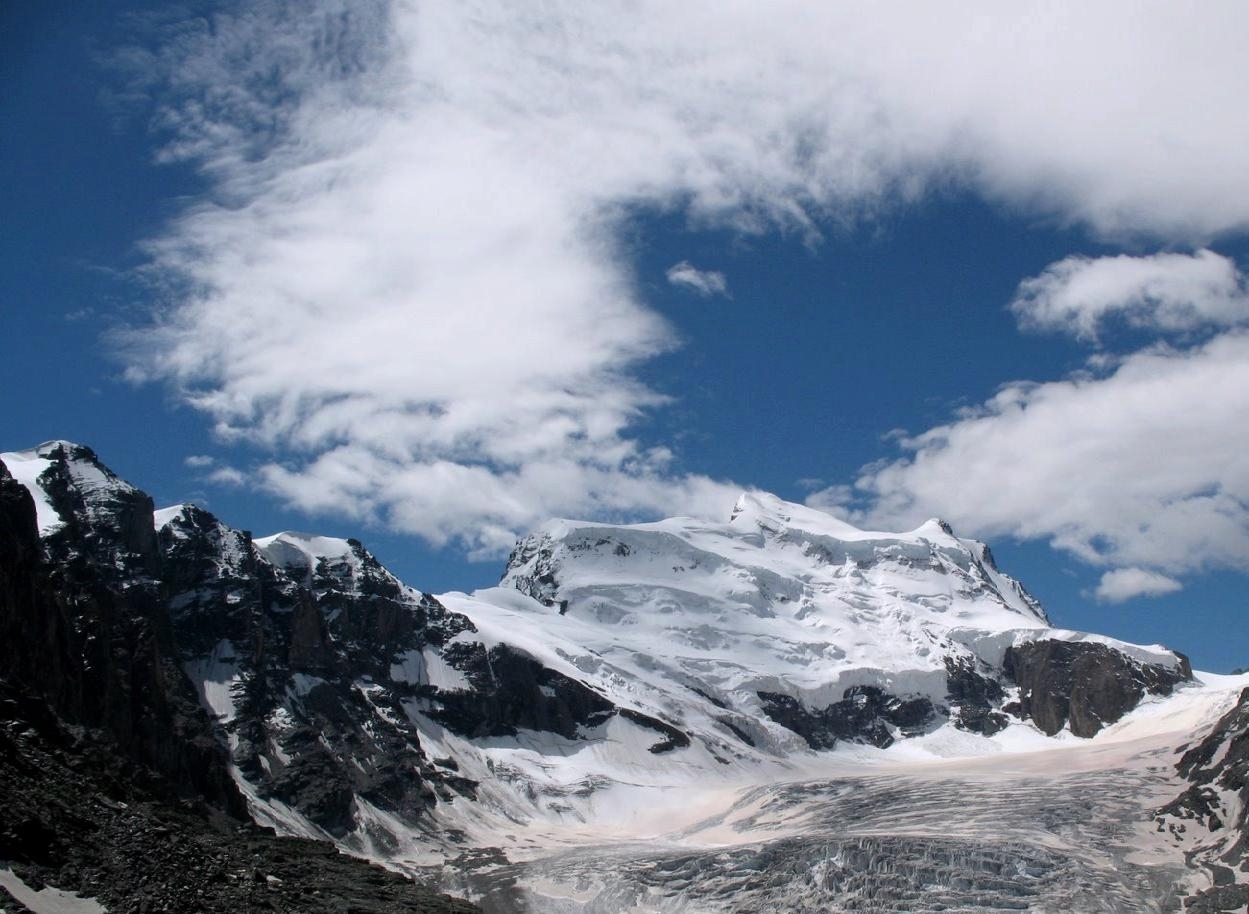
Гранд-Комбін (північна сторона)
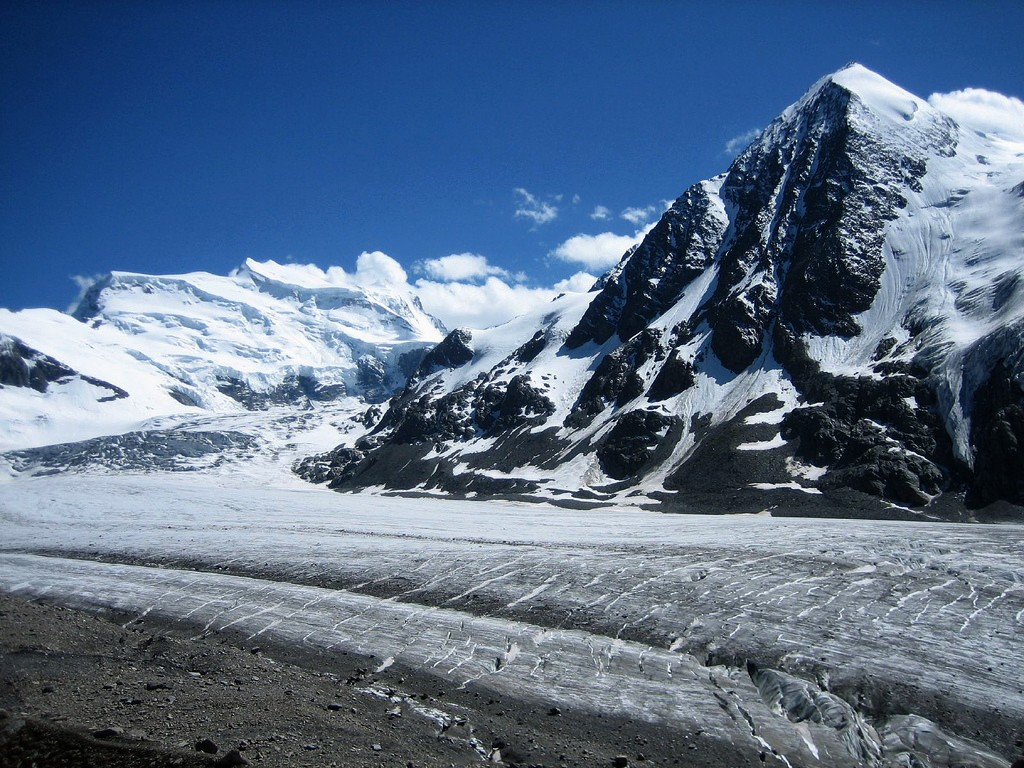
Комбін-де-Корбасьєр (праворуч)
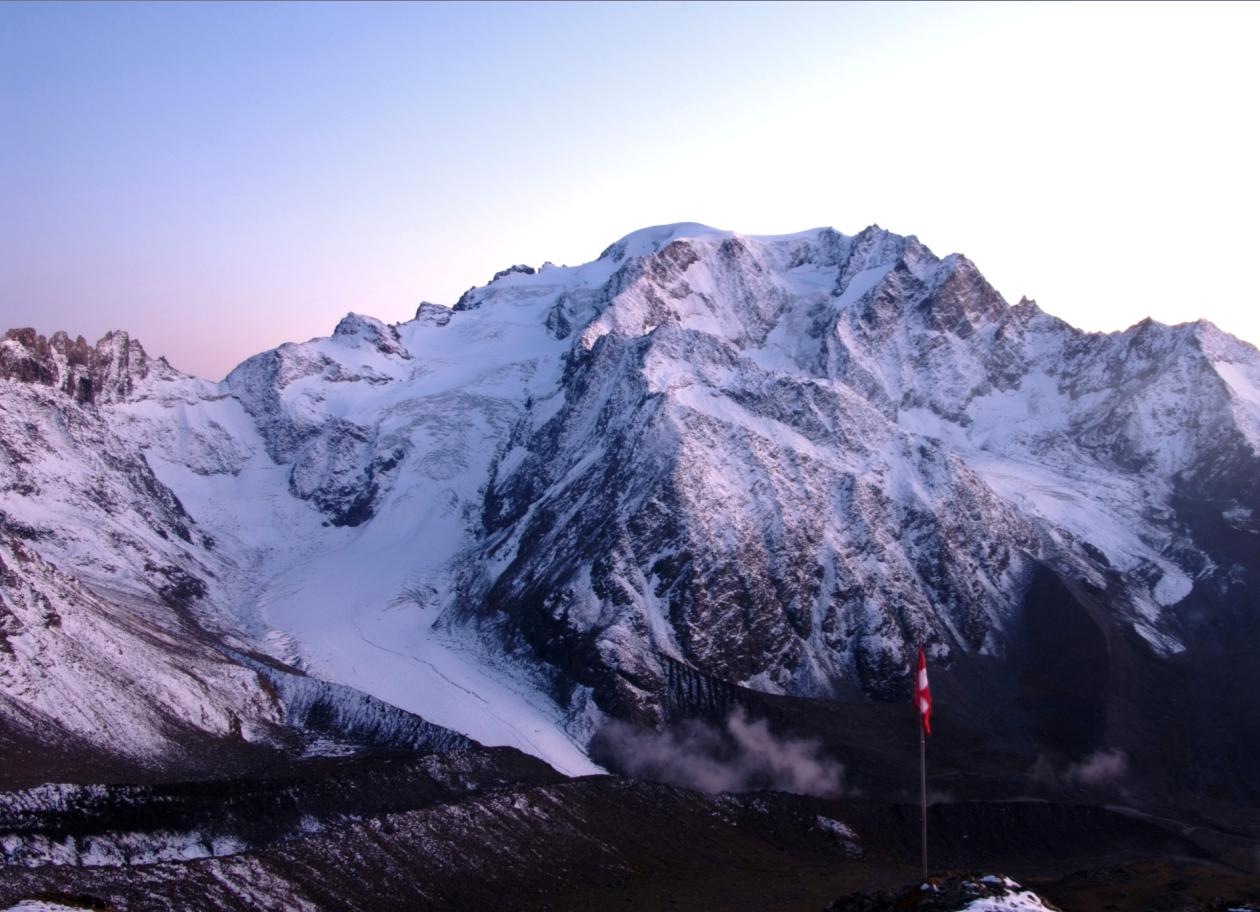
Мон-Велан